# Leopoldo Jiménez
Leopoldo Rafael Jiménez (Caracas, 22 maggio 1978) è un ex calciatore venezuelano, di ruolo centrocampista.

## Carriera

### Club
Inizia la carriera prima nel Colegio San Ignacio de Loyola de Caracas e poi nel Marítimo de Venezuela, da cui il Deportivo ItalChacao lo preleva nel 1997. Fino al 2003 gioca nella squadra di Caracas, di cui diventa capitano. Nel 2004 passa al campione del Sud America in carica, il colombiano Once Caldas, nella quale gioca solo una stagione.
Nel 2005 passa agli spagnoli del Córdoba CF, giocando 18 partite. Fino all'agosto del 2005 Jiménez è poi all'Alania Vladikavkaz, in Russia. Nel 2006 torna in Venezuela, al Deportivo Táchira, e poi passa ai ciprioti dell'Aris Limassol, dove gioca una sola partita prima di tornare al Deportivo Italia.

### Nazionale
Con la nazionale di calcio venezuelana ha giocato 64 partite (senza segnare), partecipando anche alla Copa América.